# پنجه‌های دلچسب ۲
پنجه‌های دلچسب ۲ (انگلیسی: Hearty Paws 2؛ کره‌ای: 마음이 2; لاتین‌نویسی اصلاح‌شده: Maeumi 2) یک فیلم درام کره جنوبی به کارگردانی لی جونگ چول است. این فیلم توسط لوته اینترتینمنت در ۲۱ ژوئیه ۲۰۱۰، در کره جنوبی منتشر شد.

## بازیگران
- دال یی در نقش مایومی
- سونگ دونگ ایل در نقش هیوک پیل
- کیم جونگ-ته در نقش دو پیل
- سونگ جونگ کی در نقش دونگ ووک
- هانس ژانگ در نقش زائومینگ
- وانگ سوک هیون در نقش مشتری فروشگاه ویدئو